# David James Gardiner Rose
David James Gardiner Rose; (1923-1969) fue un político de Guyana. Entre 1964 y 1967 se desempeñó como Administrador de Antigua y Barbuda, luego fue transferido por S.M. Isabel II del Reino Unido a la Administración Colonial de la Guyana Británica, cargo que desempeñó entre 1966 y 1969.

## Biografía
Rose nació en Mahaica, en la Guayana Británica, el 10 de abril de 1923, y se educó en el Mount St Mary's College de Inglaterra. Al regresar a la Guayana Británica en 1948, después de la Segunda Guerra Mundial, el recién casado Rose se unió a la fuerza policial colonial y más tarde se convirtió en comisionado adjunto de policía. En 1960-61 fue designado oficial de defensa del gobierno federal de la Federación de las Indias Occidentales en Trinidad. Tras la disolución de la federación, entre 1964 y 1966, fue el administrador de Antigua. Luego fue transferido a la recién independizada Guyana, donde sirvió como gobernador general de 1966 a 1969.
Murió en un accidente mientras visitaba Londres, Reino Unido, para renunciar a su puesto. Había estado almorzando en el West Indian Club, Whitehall Court, cuando un andamio se derrumbó sobre el automóvil en el que estaba.
Entre los honores que recibió se encuentran la Medalla de la Policía Colonial con barra de honor por su valentía y el máximo galardón de Guyana, la Orden de la Excelencia, que le fue otorgada póstumamente en 1970.
Fue el primero en ser enterrado en el Lugar de los Héroes dentro de los Jardines Botánicos de Georgetown, Guyana.